# Jasone Salaberria Fuldain
Pour le compositeur espagnol, voir Tomás Garbizu Salaberria.
Miren Jasone Salaberria Fuldain, née le 18 juillet 1952 à Ermua en Biscaye (Espagne) et morte le 8 avril 2021 à Bayonne, est docteur en études basques spécialisé en acoustique et anthropologie, ingénieure, enseignante et écrivaine espagnole de langue basque.
Jasone Salaberria Fuldain est ingénieur de recherche au Centre de recherche sur la langue et les textes basques IKER de Bayonne (CNRS, Université de Bordeaux 3, Université de Pau).
Jasone Salaberria Fuldain soutient ses thèses de doctorat en Études basques en 1991 (Prosodia eta silabismoa xiberutar kantu tradizionalean) et en 1998 (Zuberera barkoxtarreko bokalen azterketa akustikoa), sous la direction de Jean-Baptiste Orpustan. Elle est membre du groupe de recherche HIPVAL avec le docteur Frédéric Bauduer. Elle a longtemps enseigné la langue et la littérature basques au lycée Bernat Etxepare de Bayonne (le seul lycée d'enseignement en basque au Pays basque nord). Elle a coécrit Le basque guide de conversation dans la collection Pour les nuls.

## Publications

### Ouvrages
- (fr) Le Pays basque pour les Nuls, avec Jean-Baptiste Coyos, Collection Pour les nuls, 2011  (ISBN 2754034692) ;
- (es) Euskera para dummies, avec Jean-Baptiste Coyos, 2012,  (ISBN 8432900737)

### Thèses
- (eu) Prosodia eta silabismoa xiberutar kantu tradizionalean, sous la direction de Jean-Baptiste Orpustan, 1991 ;
- (eu) Zuberera barkoxtarreko bokalen azterketa akustikoa, Analyse acoustique des voyelles du dialecte souletin de Barcus, sous la direction de Jean-Baptiste Orpustan, 1998, 200 pages ;

### Articles
- (eu) ELAN analisi multimodalerako lanabesa, I. Jardunaldiak Ondareaz eta Hezkuntzaz, Espagne, 2012 ;
- (eu) Aldaketak Prosodiaren Esparruan : Ikergaiak eta arazo metodologikoak, Jasone Salaberria, Iñaki Gaminde, Ander Olalde, Lapurdum, Basque studies review, Aldaketak, aldaerak, bariazioak euskaran eta euskal testugintzan - Changements, variations et variantes dans la langue et les textes basques, France, 2008 ;
- (eu) Zubereraren herskariak: Azterketa akustikoa, Jasone Salaberria, Iñaki Gaminde, José Ignacio Hualde, Lapurdum VII, VII, 2002, p. 221-236 ;
- (en) Modelling Basque intonation using Fujisaki's model and carts, Eva Navas., Inmaculada Hernáez, Ana Armenta, Borja Etxebarria, Jasone Salaberria, State of the Art in Speech Synthesis, 2000 ;
- (en) Another step in the modeling of Basque intonation: Bermeo, Gorka Elordieta, Iñaki Gaminde, Inmaculada Hernáez, Jasone Salaberria & Igor Martín de Vidales, In Václav Matoušek, Pavel Mautner, Jana Ocelíková & Petr Sojka (eds.), Text, Speech and Dialogue, 361-364. Berlin: Springer-Verlag ;
- (en) The Basque Paradigm Genetic Evidence of a Maternal Continuity in the Franco-Cantabrian Region since Pre-Neolithic Times, Bernard Oyharçabal, Jasone Salaberria-Fuldain, The American Journal of Human Genetics, 2012, p. 1-8.